# Bazzania cordistipula
Bazzania cordistipula là một loài rêu tản trong họ Lepidoziaceae. Loài này được (Mont.) Trevis. miêu tả khoa học lần đầu tiên năm 1877.